# Râul Valea Trăznită
Râul Valea Trăznită este un curs de apă, afluent al râului Valea Muierii. 